# Мохаммадалі Джамальзаде
Саїд Мохаммадалі Джамальзаде (перс. سید محمدعلی جمال‌زاده нар. 13 січня 1892 в Ісфагані - пом. 8 листопада 1997 року в Женеві) — сучасний іранський письменник та перекладач. Його називають батьком короткого оповідання дастану перською мовою і родоначальником реалізму в перській літературі.
Найпершу іранську збірку коротких дастанів він опублікував 1921 року в Берліні під назвою "Єкі буд, єкі набуд". Оповідання написані в легкому, іронічному стилі, зі значною кількістю приказок та вульгаризмів. В них письменник піддає критиці тогочасне іранське суспільство.

## Біографія

### Дитинство
Джамальзаде народився в Ісфагані в релігійній сім'ї. Батько його, Саїд Дмаладдін Ваез Есфагані, був жителем Ісфагану, але багато подорожував по інших містах читаючи проповіді. Джамальзаде починаючи з 10 років супроводжував батька в деяких з його подорожей. Згодом разом з сім'єю переїхав до Тегерана.
У 12 років батько направив його вчитись до Бейруту. Під час його перебування в Бейруті політична ситуація в Ірані різко змінилась і до влади прийшов Мухаммед Алі Шах з династії Каджарів. Він розігнав Меджліс, а всі, хто виступав за політичні свободи, опинились у небезпеці. Батько письменника вирушив до Хамадана, звідки мав намір втекти за кордон. Але там його схопили й відправили до Боруджерда, правитель якого виконав смертний вирок.

### Юність
Період його навчання в Бейруті збігся з перебуванням там таких діячів, як: Ебрагім Пурдавуд і Мехді Малікульзаде, який був сином Малікуля Мутакалліміна.
1910 року Джамальзаде вирішив вирушити до Європи, щоб продовжити там навчання. Через Єгипет він дістався Франції. Звідти йому іранський посол Момтаз ос-Сальтане запропонував для навчання перебратися до швейцарського міста Лозанна. Там він залишався до 1911 року, після чого переїхав до французького міста Діжон, де в Університеті Бургундії здобув диплом юриста.

### Шлюб
Уперше Джамальзаде одружився 1914 року в Діжоні з Жозефіною, була студенткою того ж університету. Другою дружиною письменника 1931 року, коли він проживав у Женеві, стала німкеня на ім'я Маргарет.